# Annemie Janssens
Annemie Janssens is een Belgisch voormalig bestuurster.

## Levensloop
Janssens was meer dan 30 jaar actief in de Kristelijke Arbeiders Vrouwenbeweging (KAV), waarvan ze algemeen directeur was. Tevens was ze vanaf 2006, samen met Ilse Dielen, ondervoorzitster van het Algemeen Christelijk Werknemersverbond (ACW). Op 1 september 2011 werd ze als algemeen directeur van de KAV opgevolgd door Eva Brumagne. Vervolgens ging Janssens aan de slag als cöordinator van de Noorddienst van Wereldsolidariteit.